# Brouwerij Hof ten Dormaal
Brouwerij Hof ten Dormaal is een Belgische brouwerij uit Tildonk, een deelgemeente van Haacht.

## Achtergrond
Brouwerij Hof ten Dormaal is een hoevebrouwerij, opgericht door André Janssens. Ze is gevestigd in een oude vierkantshoeve. André Janssens was voordien accountant, maar om gezondheidsredenen moest hij veranderen van job. Daarom werd hij voltijds landbouwer. Het bedrijf begon als een boerderij, maar om de zaak meer rendabel te maken, werd gekozen om eigen bieren te gaan brouwen. Uniek is dat de ingrediënten voor de bieren ter plaatse worden gekweekt: vooral graan en hop. Daarbij wordt zo ecologisch mogelijk gewerkt. Bovendien beschikt de brouwerij sinds 2021 over een eigen mouterij. En om de cirkel rond te maken, wordt de draf of bostel van het bier terug gebruikt als veevoer.
Op de velden rond het Hof ten Dormaal wordt er twintig hectaren aan biergerst, tarwe, haver en spelt verbouwd. Naast de brouwerij liggen twee hopvelden waar zowel op de Engelse, als op de Europese manier hop wordt geteeld. Verder loopt er een proefproject met de KU Leuven om het jaar rond hop te kunnen telen en oogsten.
Na een grote brand in januari 2015 werd de brouwerij volledig vernieuwd. Met twee brouwsels kan nu tot 5000 liter per dag gebrouwen worden. De brouwerij telt vijf gistingstanks van vijfduizend liter en twee van drieduizend liter. De eigen bottellijn heeft een capaciteit van 3000 flessen per uur. Voor de zure bieren wordt er gebruik gemaakt van het eigen koelschip. Hof ten Dormaal was bij de eerste in België om bier te laten rijpen op eiken drankvaten, waardoor het bier een extra rijke dimensie krijgt van de drank die in het vat gezeten heeft. Dit verschilt van seizoen tot seizoen en gaat van whisky en cognac tot porto, madeira of gin.
De bieren van brouwerij Hof ten Dormaal worden vermeld als Vlaams-Brabantse streekproducten en als streekproducten van het Dijleland.

## Bieren
- Hof ten Dormaal Amber, 7,5%
- Hof ten Dormaal Blond, 8%
- Wit Goud, witloofbier van 8%
- Hof ten Dormaal Winter, een winterbier sinds 2009 jaarlijks gebrouwen met telkens een wijziging van recept
- Hof ten Dormaal Barrel-aged Project, een reeks van bieren gerijpt op houten vaten, telkens een eenmalige beperkte editie vanaf juni 2012 (editie nr. 13 in december 2012 op de markt gebracht)